# تونتول
تونتول (به لاتین: Tüntül) یک منطقهٔ مسکونی در جمهوری آذربایجان است که در شهرستان قبله واقع شده‌است.

## خصوصیات
تونتول ۲۶۱۸ نفر جمعیت دارد.